# 潔西·安德絲
潔西·安德絲（英語：Jessie Andrews，1992年3月22日—），是一名美國色情演員、珠寶設計師、DJ和成人模特兒。現居住於佛羅里達州邁阿密。

## 早年
安德絲於1992年3月22日在美國佛羅里達州邁阿密出生，並且在那裡生活和加入色情行業。她有中國、愛爾蘭及拉脫維亞的血統。她的祖父是拉脫維亞人而祖母是中國人。

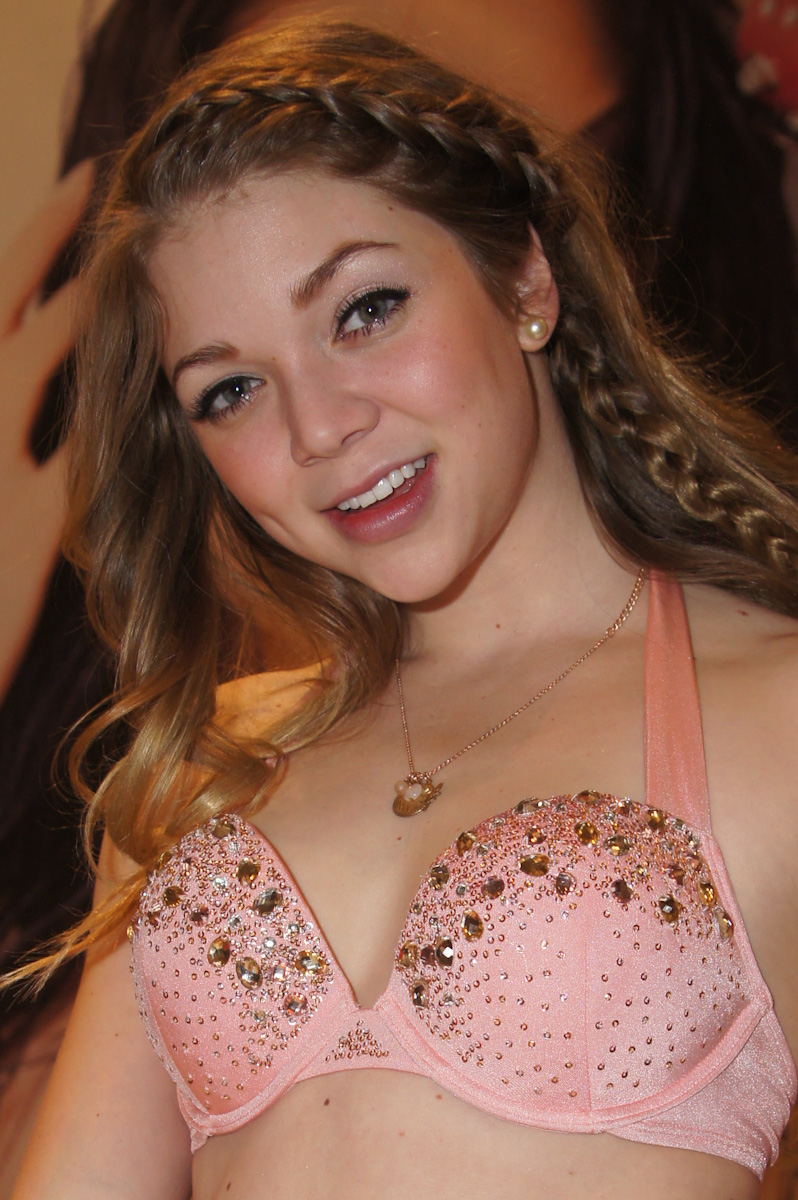
2012年，安德絲於AVN博覽會

## 生平
安德絲在2010年3月進入色情行業。2011年，凭借主演的《一个应召女郎的肖像 （页面存档备份，存于）》一片迅速走红，并因此于2012年獲得成人影帶新聞獎的「最佳女演員」以及成人產業獎的「年度最佳表演」和成人電影評論家組織獎的「最佳女演員」、「最佳新人」。

## 外部連結
- 官方网站
- 潔西·安德絲的Facebook專頁
- 潔西·安德絲的Instagram帳戶
- 潔西·安德絲的X（前Twitter）
- Bagatiba （页面存档备份，存于）
- 潔西·安德絲在互联网电影资料库（IMDb）上的資料（英文）
- 潔西·安德絲在網際網路成人電影資料庫
- 成人電影資料庫上潔西·安德絲的资料（英文）